# Pseudanapaea transvestita
Bướm đêm tách cam, Pseudanapaea transvestita, là một loài bướm đêm thuộc họ Limacodidae. Nó được tìm thấy ở phía đông của Úc.